# Moonlee Records
Moonlee Records je neodvisna glasbena založba, ki so jo leta 2004 zagnala skupina glasbenih entuzijastov iz Slovenije in Hrvaške, ki so bili hkrati člani skupin Analena in Lunar. Sedež založbe je v Ljubljani, dislocirana enota pa je tudi v Zagrebu. Ime Moonlee je igra besed in izvira iz maskote založbe - Mr. Moonleeja, ki je prikazan kot razigran limon v kimono opravi.
Skupine, ki sodelujejo z Moonlee Records praviloma prihajajo iz držav bivše Jugoslavije - Hrvaške, Slovenije, Srbije, Bosne in Hercegovine ter Makedonije; žanrsko pa bi jih lahko opredelili kot alternativni rock ter številni njegovi odvodi. Med bolj prepoznavne izvajalce sodijo Repetitor, Damir Avdić, Bernays Propaganda, Debeli precjednik, Analena, In-Sane Psycho-Path, Vuneny, Nikki Louder, Xaxaxa, Vlasta Popić itn. Približno enkrat letno se v Ljubljani organizira festival Moonleejada, na katerem se predstavijo aktualne zasedbe založbe.
Moonlee Records tudi po 10 letih delovanja deluje po načelu naredi-sam (do-it-yourself). Ekipo Moonlee Records tvorijo ljudje, ki so že dolgo prisotni na glasbeni sceni in so praviloma tudi sami igrali v mnogih glasbenih skupinah. Moonlee Records mnogi smatrajo za eno najpomembnejših in najvplivnejših neodvisnih glasbenih založb v tem delu Evrope.

## Izvajalci
- Analena
- Bernays Propaganda
- Bilk
- Chang Ffos
- Cog
- Cripple and Casino
- Damir Avdić
- Debeli precjednik / Fat Prezident
- Don't Mess With Texas
- Entreat
- Hesus Attor
- Hitch
- Iamdisease
- In-Sane
- Kleemar
- Lunar
- Nikki Louder
- Psycho-Path
- Repetitor
- Senata Fox
- Storms
- Trus!
- Vuneny
- Vlasta Popić
- Xaxaxa

## Izdaje*
| KODA IZDAJE | IZVAJALEC                         | NASLOV IZDAJE                      | ZVRST                  | FORMAT        | DATUM IZDAJE |
| ----------- | --------------------------------- | ---------------------------------- | ---------------------- | ------------- | ------------ |
| HMRL037     | Vlasta Popić                      | Kvadrat                            | post-punk              | LP/CD         | 28.01.2015   |
| HMRL036     | Iamdisease                        | Praznina                           | hardcore punk          | CD            | 16.12.2014   |
| HMRL035     | Xaxaxa                            | Sami Maži i Ženi                   | post-punk              | CD/LP         | 08.09.2014   |
| HMRL034     | Debeli Precjednik / Fat Prezident | Povijest bolesti                   | punk                   | LP            | 25.09.2014   |
| HMRL033     | Kleemar / Trus!                   | Banana Split                       | electronic / post-punk | LP            | 17.12.2013   |
| HMRL032     | Nikki Louder                      | Golden Men                         | noise rock             | CD/LP         | 17.04.2013   |
| HMRL031     | Trus!                             | First Step                         | post punk              | CD            | 14.03.2013   |
| HMRL030     | Bernays Propaganda                | Zabraneta planeta                  | new wave/post-punk     | CD/LP         | 26.02.2013   |
| HMRL029     | Cripple And Casino                | With High Regards                  | post-punk              | LP            | 12.02.2013   |
| HMRL028     | Repetitor                         | Dobrodošli na okean                | garage rock            | CD/LP         | 29.11.2012   |
| HMRL027     | Xaxaxa                            | Siromašni i bogati                 | post-punk              | LP            | 08.09.2012   |
| HMRL026     | In-Sane / Despite Everything      | Split                              | punk                   | 10"           | 20.04.2012   |
| HMRL025     | Debeli Precjednik / Fat Prezident | Bruto Slavo / VBK                  | punk                   | CD/LP         | 08.05.2012   |
| HMRL024     | Various Artists                   | Igraj slobodno!                    | post-punk              | free download | 10.01.2012   |
| HMRL023     | Xaxaxa                            | Tango Revolucioner                 | post-punk              | CD/LP         | 20.04.2011   |
| HMRL022     | Nikki Louder                      | Our World Died Yesterday           | noise rock             | LP+CD         | 03.05.2011   |
| HMRL021     | Storms                            | We Are Storms                      | post-rock              | LP            | 12.09.2011   |
| HMRL020     | Bernays Propaganda                | My Personal Holiday                | post-punk              | CD/LP         | 17.05.2010   |
| HMRL019     | Damir Avdić                       | Život je raj                       | punk blues             | CD            | 05.05.2010   |
| HMRL018     | In-Sane                           | Trust These Hands... Are Worthless | punk                   | CD            | 02.12.2009   |
| HMRL017     | Analena                           | Inconstantinopolis                 | screamo                | CD/LP         | 09.11.2009   |
| HMRL016     | Bernays Propaganda                | Happiness Machines                 | post punk              | CD/LP         | 06.04.2009   |
| HMRL015     | Hesus Attor                       | Sonic Gastronomy Vol. 1            | mathcore               | CD            | 15.09.2008   |
| HMRL014     | Damir Avdić                       | Mrtvi su mrtvi!                    | punk blues             | CD            | 24.03.2008   |
| HMRL013     | Psycho-Path                       | The Ass-Soul of Psycho-Path        | alternativni rock      | CD            | 03.03.2008   |
| HMRL012     | Don't Mess With Texas             | Los Dias De Junio                  | post-rock              | CD/LP         | 08.10.2007   |
| HMRL011     | Cog                               | Course Over Ground                 | noise rock             | CD            | 07.05.2007   |
| HMRL010     | Vuneny                            | V2                                 | electro                | CD            | 20.11.2006   |
| HMRL009     | Debeli Precjednik / Fat Prezident | Through the Eyes of the Innocent   | punk                   | CD            | 05.06.2006   |
| HMRL008     | Senata Fox                        | The Acracy Discourse               | hardcore punk          | CD            | 05.02.2007   |
| HMRL007     | Hitch                             | We Are Electric!                   | indie rock             | CD/LP         | 08.05.2006   |
| HMRL006     | Chang Ffos                        | Trust This Arcane Device           | metal                  | CD            | 08.05.2006   |
| HMRL005     | Bilk                              | This Bilk Is Radioactive           | drum and bass          | CD/LP         | 06.03.2006   |
| HMRL004     | Entreat.                          | Deincubation                       | metal                  | CD            | 27.01.2005   |
| HMRL003     | Don't Mess with Texas             | Don't Mess with Texas              | post-rock              | CD/LP         | 15.11.2004   |
| HMRL002     | Lunar                             | Turbo                              | post-rock              | CD            | 29.11.2004   |
| HMRL001     | Analena                           | Carbon Based                       | screamo                | CD/cass/LP    | 15.11.2004   |

* vse izdaje so dostopne tudi za prenos prek Bandcamp profila